# ベンジー・ギル
- ベンジー・ヒル
- ベンジー・ヒール

ロマール・ベンハミン・ギル・アギラル（英: Romar Benjamin Gil Aguilar, 1972年10月6日 - ）は、メキシコのバハ・カリフォルニア州ティフアナ出身の元プロ野球選手（内野手）、野球指導者。右投右打。現在は、MLBのロサンゼルス・エンゼルスの一塁コーチを務める。

## 経歴

### プロ入りとレンジャーズ時代
1991年のMLBドラフト1巡目（全体19位）でテキサス・レンジャーズから指名されプロ入り。この年は、傘下のパイオニアリーグのルーキー級ビュート・カッパーキングスでプレーした。
1992年はA級ガストニア・レンジャーズでプレーした。
1993年は開幕をAA級タルサ・ドリラーズで迎えた後、4月5日にメジャーデビューを果たした。
1994年はメジャーに昇格する事はなく、AAA級オクラホマシティ・89ersでプレーした。
1995年はアメリカンリーグワースト2位の147三振を記録した。
1996年はメジャーでは5試合の出場にとどまり、マイナーではA+級ポートシャーロット・レンジャーズとAAA級オクラホマシティでプレーした。
1997年は年間を通してメジャーでプレーした。オフに退団した。

### ホワイトソックス傘下時代
1998年はシカゴ・ホワイトソックスと契約を結んだがメジャーでの出場は無く、傘下のAAA級カルガリー・キャノンズでプレーした。オフに退団した。

### マーリンズ傘下時代
1999年はフロリダ・マーリンズ（現：マイアミ・マーリンズ）と契約を結び、前年と同じ傘下のAAA級カルガリーでプレーした。オフに退団した。

### エンゼルス時代
2000年はアナハイム・エンゼルスと契約を結び、3年振りにメジャーに復帰した。
2001年は年間を通してメジャーでプレーした。
2002年にはワールドシリーズの優勝メンバーとなった。

### インディアンス傘下時代
2003年のシーズン途中にクリーブランド・インディアンスへ移籍し、傘下のAAA級バッファロー・バイソンズでプレーした。

### カブス傘下〜タイガース傘下時代
2004年はシカゴ・カブス傘下のAAA級アイオワ・カブスとデトロイト・タイガース傘下のAAA級トレド・マッドヘンズでプレーした。また、プレーする事は無かったが、母国のメキシカンリーグのティファナ・ブルズと契約を結んでいた。

### ジャッカルズ時代
2005年はカナディアン・アメリカン・リーグのニュージャージー・ジャッカルズでプレーしていた。

### メッツ傘下時代
2005年のシーズン途中にニューヨーク・メッツと契約を結び、傘下のAAA級ノーフォーク・タイズでプレーした。

### サルタンズ時代
2006年はメキシカンリーグのモンテレイ・サルタンズでプレーした。また、開幕前に同年から開催される事になったWBCのメキシコ代表に選出された。
2007年もモンテレイ・サルタンズでプレーした。オフに退団した。

### ドラドス時代
2008年からはチワワ・ドラドスでプレーしている。
2009年もチワワ・ドラドスでプレーした。
2010年もチワワ・ドラドスでプレーした。この年限りでチームは解散となった。

### ウォーリアーズ時代
2011年からはオアハカ・ウォーリアーズでプレーした。オフに退団した。

### キャッツ時代
2012年はユナイテッドリーグ・ベースボールのフォートワース・キャッツと契約を結んだ。1試合に出場して退団した。

### 引退後
2014年から、メキシコのウィンターリーグであるリーガ・メヒカーナ・デル・パシフィコ（LMP）のトマテロス・デ・クリアカンの監督を務め、2020年まで7シーズン中4回優勝している。
2021年にはこの年からメキシカンリーグに参入したグアダラハラ・マリアッチスの初代監督に就任し、1年間務めた。また、7月には東京オリンピックでのメキシコ代表の監督も務めた。
2022年1月にはロサンゼルス・エンゼルスのコーチへの就任が発表され、後に役職は一塁コーチに決まった。
同年11月15日には第5回ワールド・ベースボール・クラシックのメキシコ代表監督に就任した。

## 選手としての特徴
シュアなバッティングと標準以上の走力と守備力を持っていた。

## 家族
息子のマテオ・ギルは高校在学時の2018年、MLBドラフト3巡目（全体95位）でセントルイス・カージナルスから指名され、プロ入りしている。

## 詳細情報

### 年度別打撃成績
| 年 度   | 球 団   | 試 合 | 打 席 | 打 数 | 得 点 | 安 打 | 二 塁 打 | 三 塁 打 | 本 塁 打 | 塁 打 | 打 点 | 盗 塁 | 盗 塁 死 | 犠 打 | 犠 飛 | 四 球 | 敬 遠 | 死 球 | 三 振 | 併 殺 打 | 打 率 | 出 塁 率 | 長 打 率 | O P S |
| ------- | ------- | ----- | ----- | ----- | ----- | ----- | -------- | -------- | -------- | ----- | ----- | ----- | -------- | ----- | ----- | ----- | ----- | ----- | ----- | -------- | ----- | -------- | -------- | ----- |
| 1993    | TEX     | 22    | 66    | 57    | 3     | 7     | 0        | 0        | 0        | 7     | 2     | 1     | 2        | 4     | 0     | 5     | 0     | 0     | 22    | 0        | .123  | .194     | .123     | .316  |
| 1995    | TEX     | 130   | 454   | 415   | 36    | 91    | 20       | 3        | 9        | 144   | 46    | 2     | 4        | 10    | 2     | 26    | 0     | 1     | 147   | 5        | .219  | .266     | .347     | .613  |
| 1996    | TEX     | 5     | 7     | 5     | 0     | 2     | 0        | 0        | 0        | 2     | 1     | 0     | 1        | 1     | 0     | 1     | 0     | 0     | 1     | 0        | .400  | .500     | .400     | .900  |
| 1997    | TEX     | 110   | 345   | 317   | 35    | 71    | 13       | 2        | 5        | 103   | 31    | 1     | 2        | 6     | 4     | 17    | 0     | 1     | 96    | 3        | .224  | .263     | .325     | .587  |
| 2000    | ANA     | 110   | 343   | 301   | 28    | 72    | 14       | 1        | 6        | 106   | 23    | 10    | 6        | 5     | 2     | 30    | 0     | 5     | 59    | 7        | .239  | .317     | .352     | .669  |
| 2001    | ANA     | 104   | 278   | 260   | 33    | 77    | 15       | 4        | 8        | 124   | 39    | 3     | 4        | 2     | 2     | 14    | 0     | 0     | 57    | 6        | .296  | .330     | .477     | .807  |
| 2002    | ANA     | 61    | 139   | 130   | 11    | 37    | 8        | 1        | 3        | 56    | 20    | 2     | 1        | 2     | 2     | 5     | 0     | 0     | 33    | 0        | .285  | .307     | .431     | .737  |
| 2003    | ANA     | 62    | 135   | 125   | 12    | 24    | 5        | 1        | 1        | 34    | 9     | 5     | 1        | 4     | 2     | 4     | 1     | 0     | 33    | 5        | .192  | .214     | .272     | .486  |
| MLB:8年 | MLB:8年 | 604   | 1767  | 1610  | 158   | 381   | 75       | 12       | 32       | 576   | 171   | 24    | 21       | 34    | 14    | 102   | 1     | 7     | 448   | 26       | .237  | .283     | .358     | .641  |

### 表彰
国際大会
- カリビアンシリーズ大会ベストナイン（監督部門）：2回（2015年、2025年）

### 背番号
- 23（1993年 - 同年途中、1995年 - 1997年）
- 22（1993年途中 - 同年終了）
- 10（2000年 - 2003年）
- 89（2022年 - ）

### 代表歴
- 2006 ワールド・ベースボール・クラシック・メキシコ代表
- 2007年パンアメリカン競技大会野球メキシコ代表

### 代表でのコーチ歴
- 2020年東京オリンピック野球メキシコ代表
- 2023 ワールド・ベースボール・クラシック・メキシコ代表